# Franz Hintermayer
Franz Hintermayer (* 17. August 1906 in Wien; † 18. Juni 2000 ebenda) war ein österreichischer Manager der Energiewirtschaft.

## Leben
Franz Hintermayer wuchs im typischen Wiener Arbeiterfamilienmilieu auf, war ein begabter Schüler und talentiert in Fremdsprachen. Das ermöglichte ihm die Aufnahme ins Gymnasium. Nach dem Abschluss des Studiums der Elektrotechnik an der Technischen Hochschule Wien im Jahr 1930 nahm Franz Hintermayer eine Stelle bei der AEG-Union sowie bei den Städtischen Elektrizitätswerken der Gemeinde Wien an. Während seiner Studienzeit in den 1920er Jahren engagierte er sich im Netzwerk Bund sozialistischer Akademiker (BSA). Hier lernte er den gleichaltrigen späteren Minister für Verkehr und Elektrizitätswirtschaft, Dr. Karl Waldbrunner, seinen späteren Kollegen im Vorstand der Verbund-Gesellschaft, Karl Kölliker, und den Vater von Bundespräsident Heinz Fischer, Rudolf Fischer kennen, zu denen er während seiner gesamten beruflichen Laufbahn gute Kontakte hatte.
Ab 1938 und bis zum Ende des Zweiten Weltkrieges arbeitete er bei der Österreichischen Brown-Boveri-Werke AG in Wien. Hintermayer war stark kurzsichtig, wodurch ihm eine Einberufung zur Wehrmacht erspart blieb. Eine etwaige NSDAP-Mitgliedschaft Franz Hintermayers konnte nicht nachgewiesen werden. Vier Wochen nach Kriegsende wurde Hintermayer zum öffentlichen Verwalter der Alpen-Elektrowerke AG, der Rechtsvorgängerin der Verbund-Gesellschaft und des Donaukraftwerks Ybbs-Persenbeug, bestellt.
In folgenden Unternehmen hatte der Verbund-Vorstand ein Aufsichtsratsmandat inne:
- Österreichische Draukraftwerke AG
- Donaukraftwerke Jochenstein AG
- Ennskraftwerke AG
- Vorarlberger Illwerke AG
- Österreichische Donaukraftwerke AG
- Tauernkraftwerke AG
- Österreichisch-Bayerische Kraftwerke AG

Weiters bei der Gemeinschaftskraftwerk Tullnerfeld GmbH, außerdem war er von 1972 bis 1973 Präsident beim Verband der Elektrizitätswerke Österreichs (bis 2010 Verband der Elektrizitätsunternehmen Österreichs (VEÖ)). Aufgrund seiner ausgeprägten Fremdsprachenkenntnisse und fachlichen Qualifikationen wurde Hintermayer in zahlreiche nationale und internationale Gremien berufen. Der Verbund-Vorstand wurde Vizepräsident des Fachverbandes der Elektrizitätswerke des Österreichischen Nationalkomitees der Weltkraftkonferenz, der Internationalen Konferenz der großen elektrischen Netze (CIGRE) in Paris und österreichischer Delegierter bei fast allen energiewirtschaftlichen internationalen Organisationen wie zum Beispiel dem Elektrizitätskomitee der Organisation für europäische wirtschaftliche Zusammenarbeit (OEEC) in Paris, dem Elektrizitätskomitee der Wirtschaftskommission der UN (ECE) in Genf, der Union pour la Coordination de la Production et du Transport de l’Electricité, der Europäischen Elektrizitäts-Union (UCPTE) in Paris sowie der Internationalen Union der Erzeuger und Verteiler elektrischer Energie (UNIPEDE) in Paris.
Die österreichische und europäische Energiewirtschaftsbranche wusste Hintermayers Engagement zu schätzen. Insbesondere in den großen europäischen Industrienationen genoss der Österreicher große Anerkennung.
Dadurch konnte er Österreichs Interessen, wie den grenzüberschreitenden Stromtransport sowohl im west- als auch im osteuropäischen Umfeld, leichter und verständlicher positionieren.
Franz Hintermayer war Träger des Großen Ehrenzeichens für Verdienste um die Republik Österreich. 1960 wurde er Generaldirektor der Verbund-Gesellschaft. Hintermayer erhielt für sein Engagement beim grenzüberschreitenden Aufbau eines europäischen Verbundnetzes und den Energieaustausch sowie für seine Lösungen bei Fragen der Netzregelung, der Frequenzhaltung und der bilateralen Abrechnung das Große Verdienstkreuz mit Stern des Verdienstordens der Bundesrepublik Deutschland überreicht. Unter der Belegschaft galt Hintermayer als bescheidener Chef. Er begegnete seinen Mitarbeitern sehr kollegial. Viele sahen in ihm weniger den General als vielmehr den ersten Mitarbeiter.
Im Erdgeschoß wohnte von 1950 bis 1956 die Familie des österreichischen Bundespräsidenten Heinz Fischer. Fischer verbrachte während seiner Schulzeit am Gymnasium bis zur Matura einen Großteil seiner Freizeit
mit den fast gleichaltrigen drei Söhnen von Franz Hintermayer. Nach seinem Pensionsantritt im Jahr 1973 wechselte Franz Hintermayer als stellvertretender Vorsitzender in den Aufsichtsrat der Verbund-Gesellschaft.
Hintermayer verstarb am 18. Juni 2000 im Alter von 94 Jahren in Wien. Bestattet wurde er am Hietzinger Friedhof.

## Auszeichnungen
- 1955 Großes Ehrenzeichen für Verdienste um die Republik Österreich[11]
- 1972 Großes Silbernes Ehrenzeichen für Verdienste um die Republik Österreich[11]
- Verdienstorden der Bundesrepublik Deutschland